# Caryophyllia barbadensis
Caryophyllia barbadensis är en korallart som beskrevs av Stephen D. Cairns 1979. Caryophyllia barbadensis ingår i släktet Caryophyllia och familjen Caryophylliidae. Inga underarter finns listade i Catalogue of Life.